# اوتوی-اوتویه
اوتوی-اوتویه (به فرانسوی: Autheuil-Authouillet) یک کمون در فرانسه است که در شهرستان اور واقع شده‌است. اوتوی-اوتویه ۱۱٫۶۶ کیلومتر مربع مساحت دارد ۳۰ متر بالاتر از سطح دریا واقع شده‌است.